# Arthur Nebe
Arthur Nebe (13. listopadu 1894, Berlín, Německé císařství – 21. března 1945, Berlín, Třetí Říše) byl gruppenführer SS, berlínský policejní komisař, vedoucí říšské kriminální policie (Kripo) v letech 1936 až 1944, velitel Einsatzgruppe B v roce 1941 a prezident Interpolu v letech 1942 až 1943.

## Život

### Před válkou
Narodil se v rodině učitele na základní škole. V první světové válce byl dvakrát zraněn při plynovém útoku.
V roce 1920 se připojil k berlínské kriminální policii. Do NSDAP vstoupil roku 1931 a stal se přispívajícím členem SS a sblížil se s Kurtem Daluegem. V roce 1934 instruoval smrt Hitlerova soupeře Gregora Strassera. V té době se začal nacistům odcizovat. Mnohokrát se nepohodl s Reinhardem Heydrichem a s Himmlerem.[zdroj?]
V roce 1936 se stal hlavou říšské kriminální policie (Kriminalpolizei). Roku 1939 byla jeho Kriminalpolizei sloučena s RSHA (Reichssicherheitshauptamt). V roce 1939 se stal SS Gruppenführerem.
Kdyby Adolf Hitler v roce 1938 rozpoutal válku s Československem o Sudety, měl údajně v úmyslu zosnovat spiknutí, které mělo za cíl Adolfa Hitlera zabít.[zdroj?]

### Druhá světová válka
V roce 1941 se na Himmlerův rozkaz stal jedním z velitelů Einsatzgruppen, konkrétně skupiny B v Bělorusku, jíž velel až do listopadu 1941. Jednotka pod jeho velením usmrtila asi 46 000 lidí, nicméně některé zdroje udávají, že Nebe falšoval čísla a zachránil nespecifikované množství sovětských civilistů před smrtí. Jiné zdroje naopak zdůrazňují Nebeho krutost. Po návratu z Ruska byl přesvědčen, že nacistické Německo nemůže válku vyhrát.[zdroj?]
Roku 1942 se účastnil vyšetřování atentátu na Heydricha. Napadlo ho, aby úřady změnily politiku vůči Čechům a aby každý Čech, který se jakkoli provinil, byl zproštěn viny.[zdroj?] Začal udržovat kontakty s odbojem.[zdroj?]

### Atentát na Hitlera a smrt
Byl zapojen do různých spiknutí včetně atentátu na Hitlera z 20. července 1944. Po jeho selhání se ukrýval na ostrově ve Wannsee, později však byl odhalen a v lednu 1945 zatčen. Lidovým soudem byl odsouzen k trestu smrti a v březnu 1945 oběšen strunou od klavíru. Oběsili ho až poté, co ho nejdříve pověsili na řeznicky hák a nechali několik hodin pomalu umírat.[zdroj?]

## Vyznamenání
- Železný kříž, II. třída 1914
- Železný kříž, I. třída 1914
- Odznak za zranění, černý 1918
- Sudetská pamětní medaile, se sponou pražského hradu
- Válečný záslužný kříž, I. třída
- Válečný záslužný kříž, II. třída
- Spona 1939 k Železnému kříži 1914, II. třída
- Spona 1939 k Železnému kříži 1914, I. třída
- Služební vyznamenání NSDAP, III. třída - bronzová
- Služební vyznamenání policie[5], II. třída, stříbrné za 18. let
- Služební vyznamenání policie, III. třída, bronzové za 8 let